# Jerzy Nowosielski

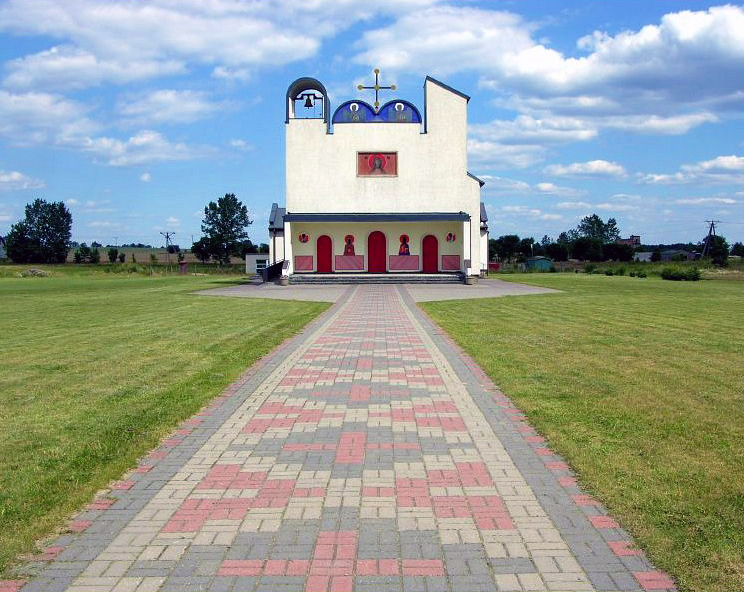
Cerkiew Narodzenia Przenajświętszej Bogarodzicy w Białym Borze

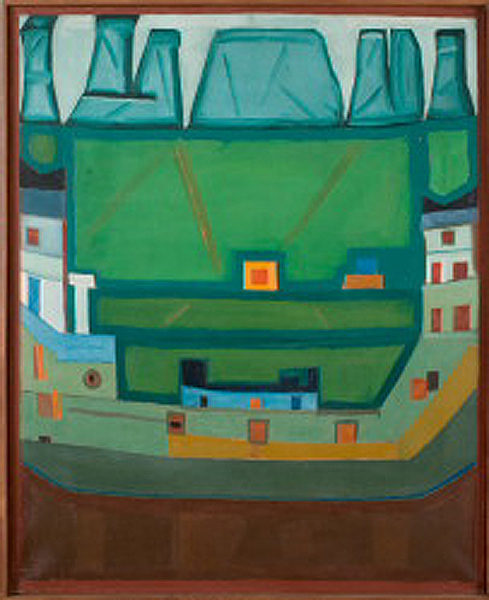
Miasto u stóp gór (pejzaż)

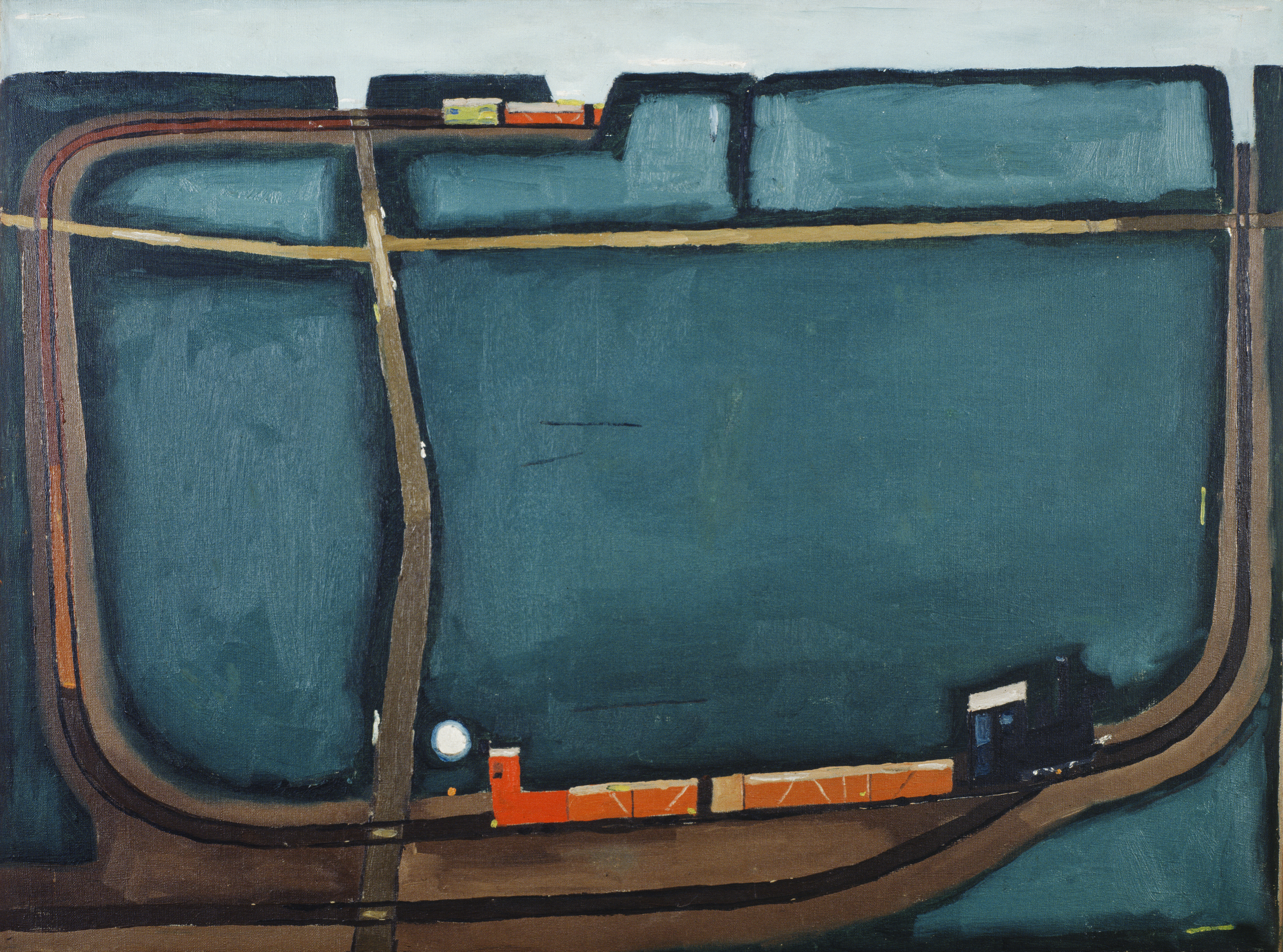
Jerzy Nowosielski, Kolejka wąskotorowa (W górach)

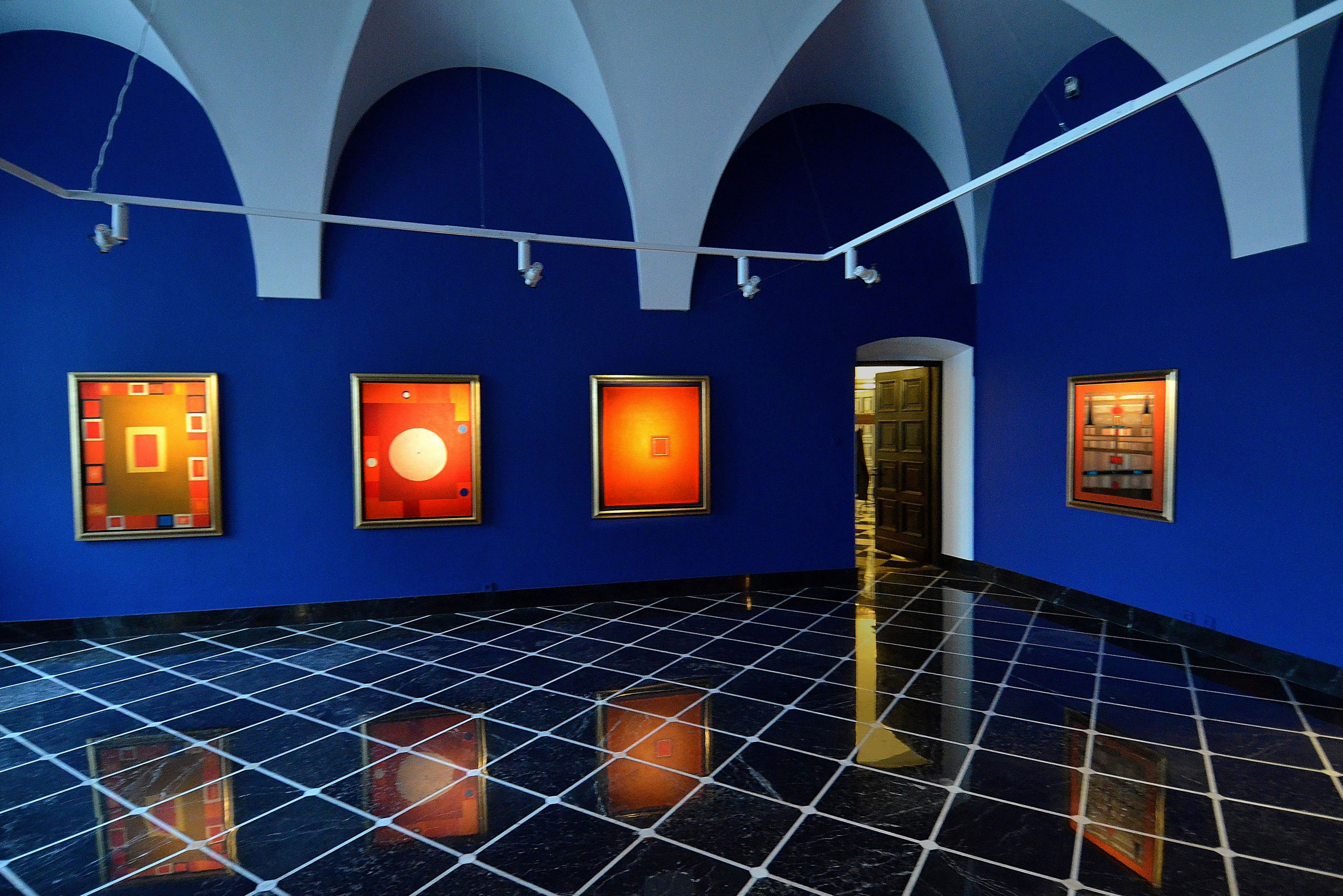
Sala Jerzego Nowosielskiego w Pałacu Prezydenckim w Warszawie, w której w latach 2012–2015 prezentowano 10 prac artysty

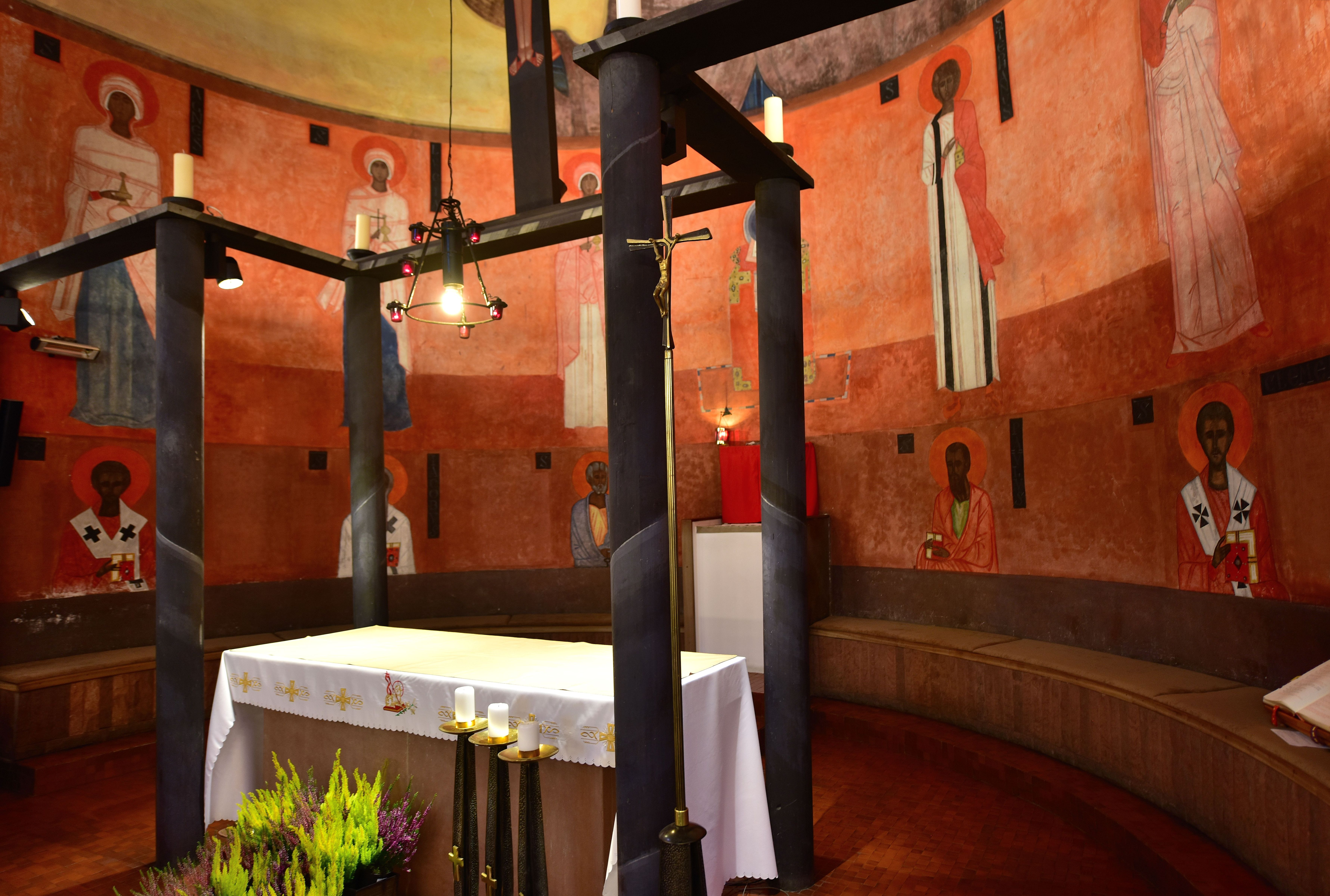
Malowidła w kościele Opatrzności Bożej w Warszawie

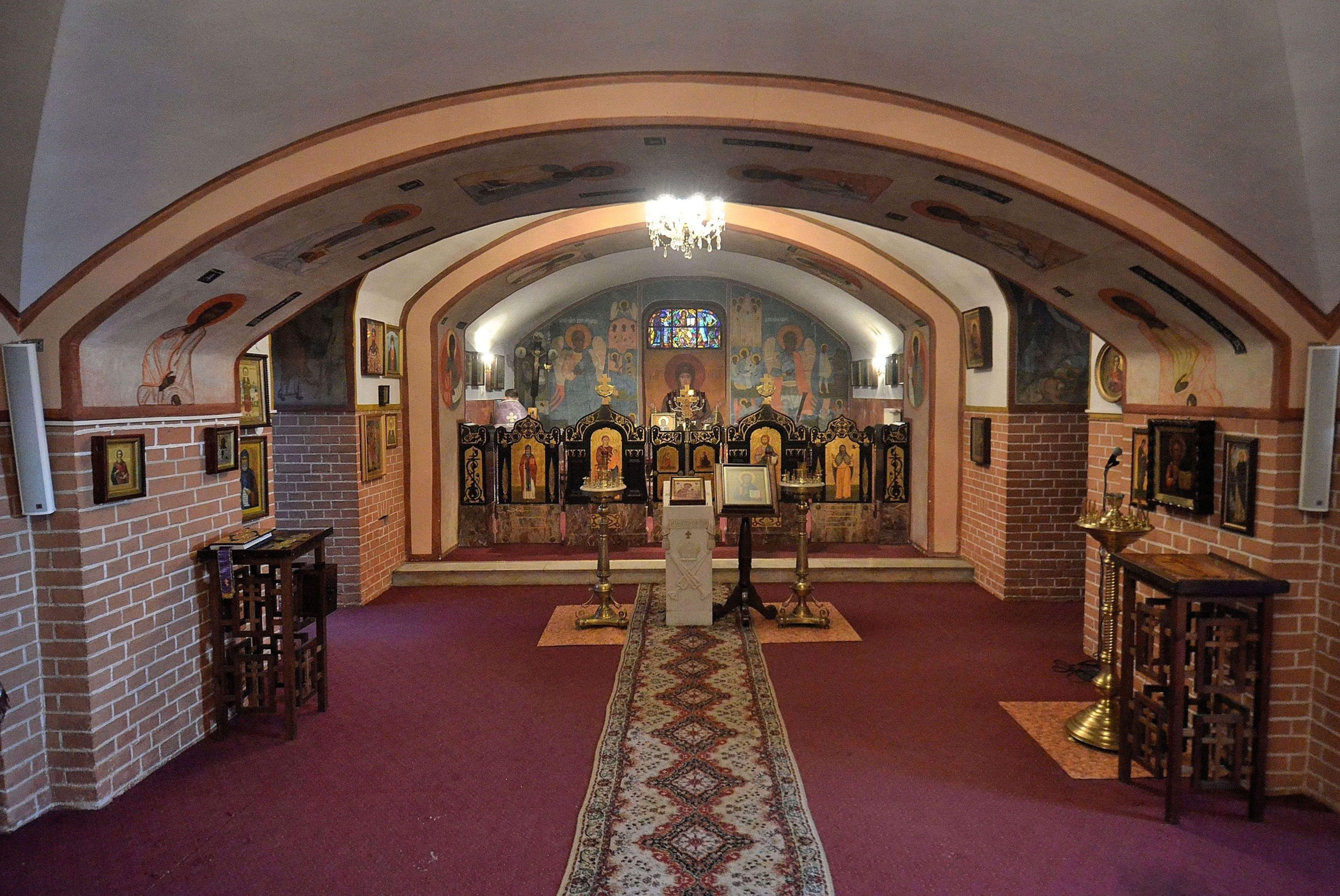
Freski w kaplicy (dolnej cerkwi) św. Eliasza i św. Hieronima ze Strydonu w cerkwi św. Jana Klimaka w Warszawie

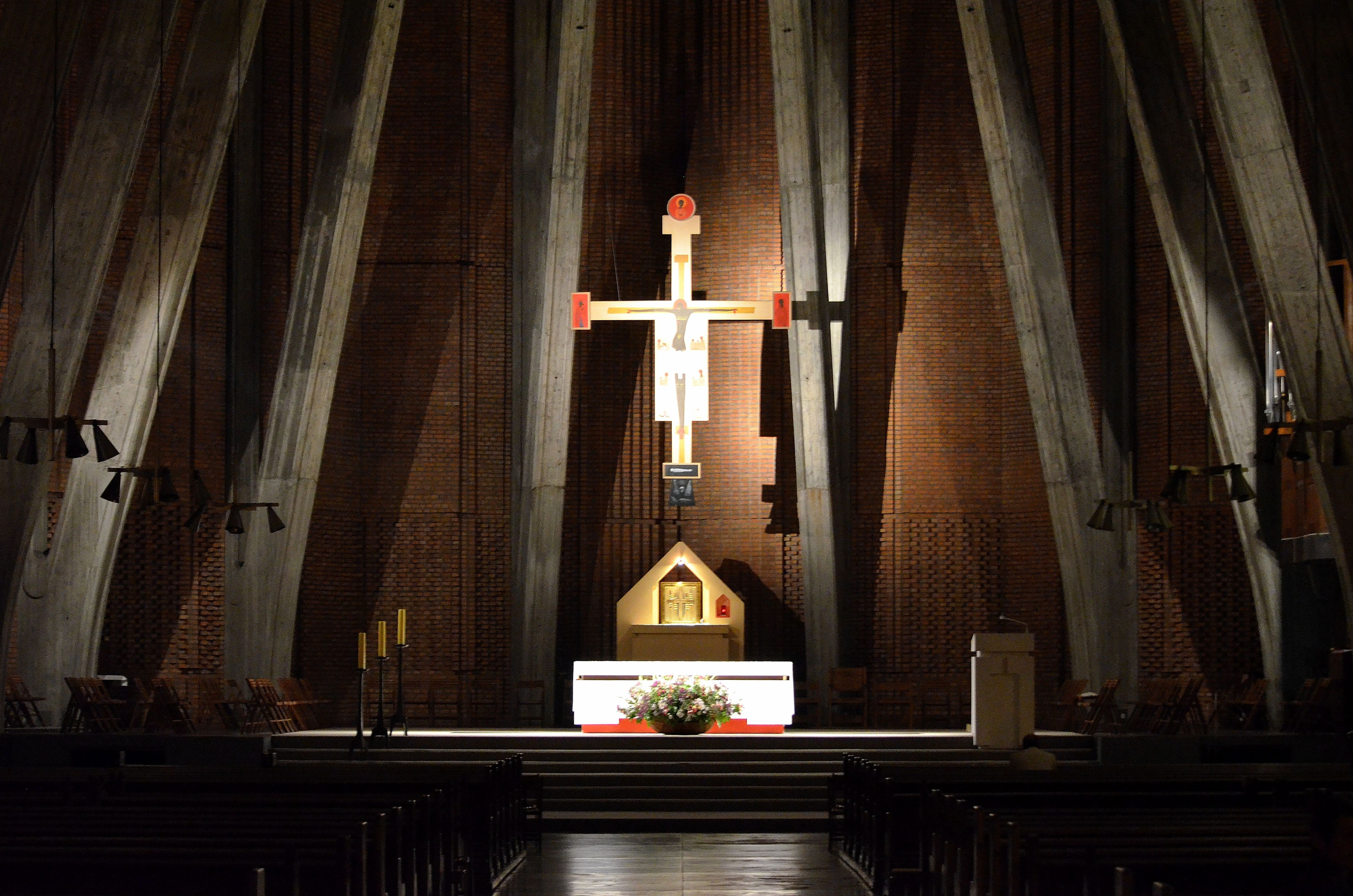
Krucyfiks w kościele św. Dominika na warszawskim Służewie

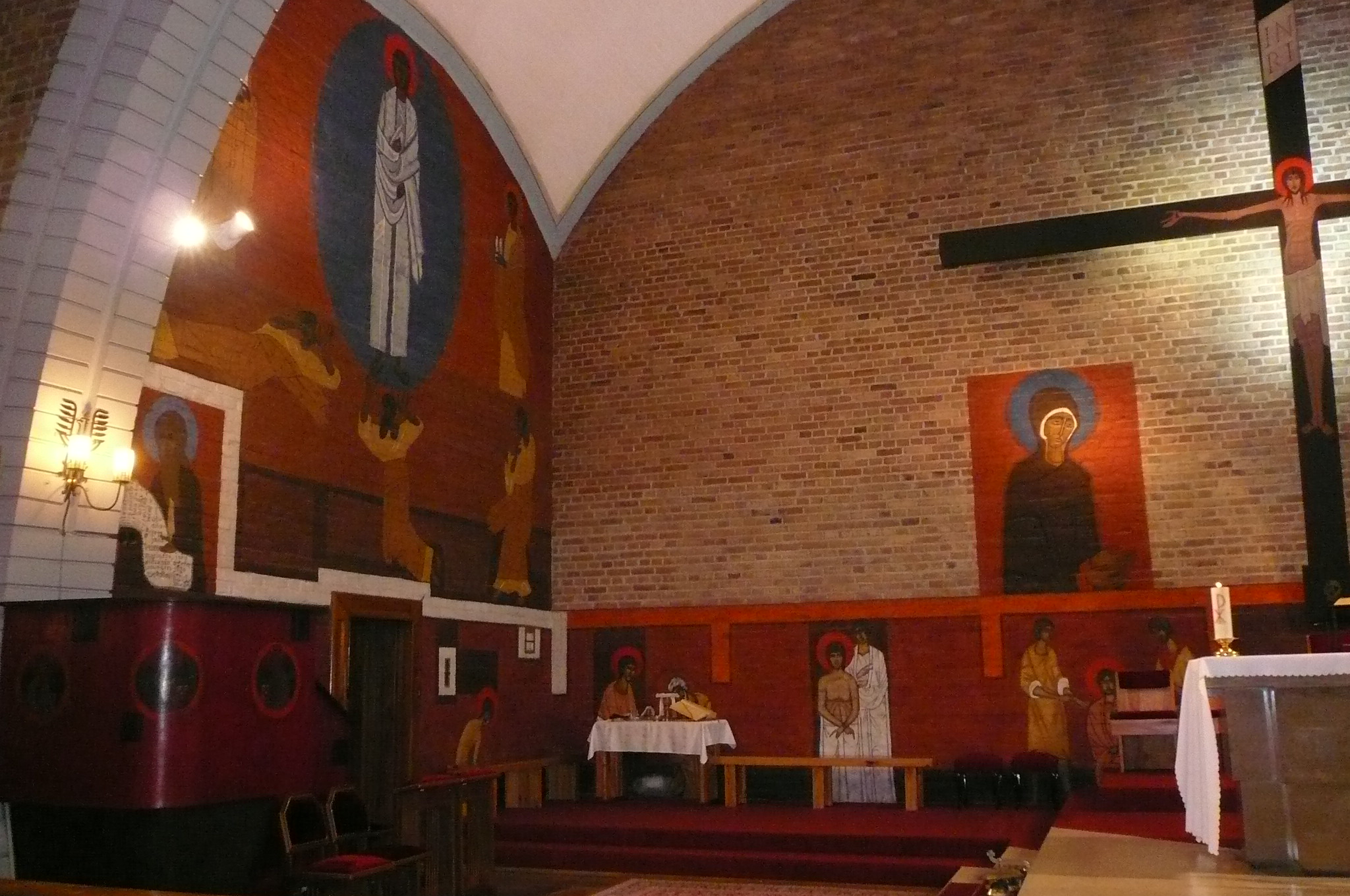
Malowidła w prezbiterium kościoła Podwyższenia Krzyża Świętego w Warszawie

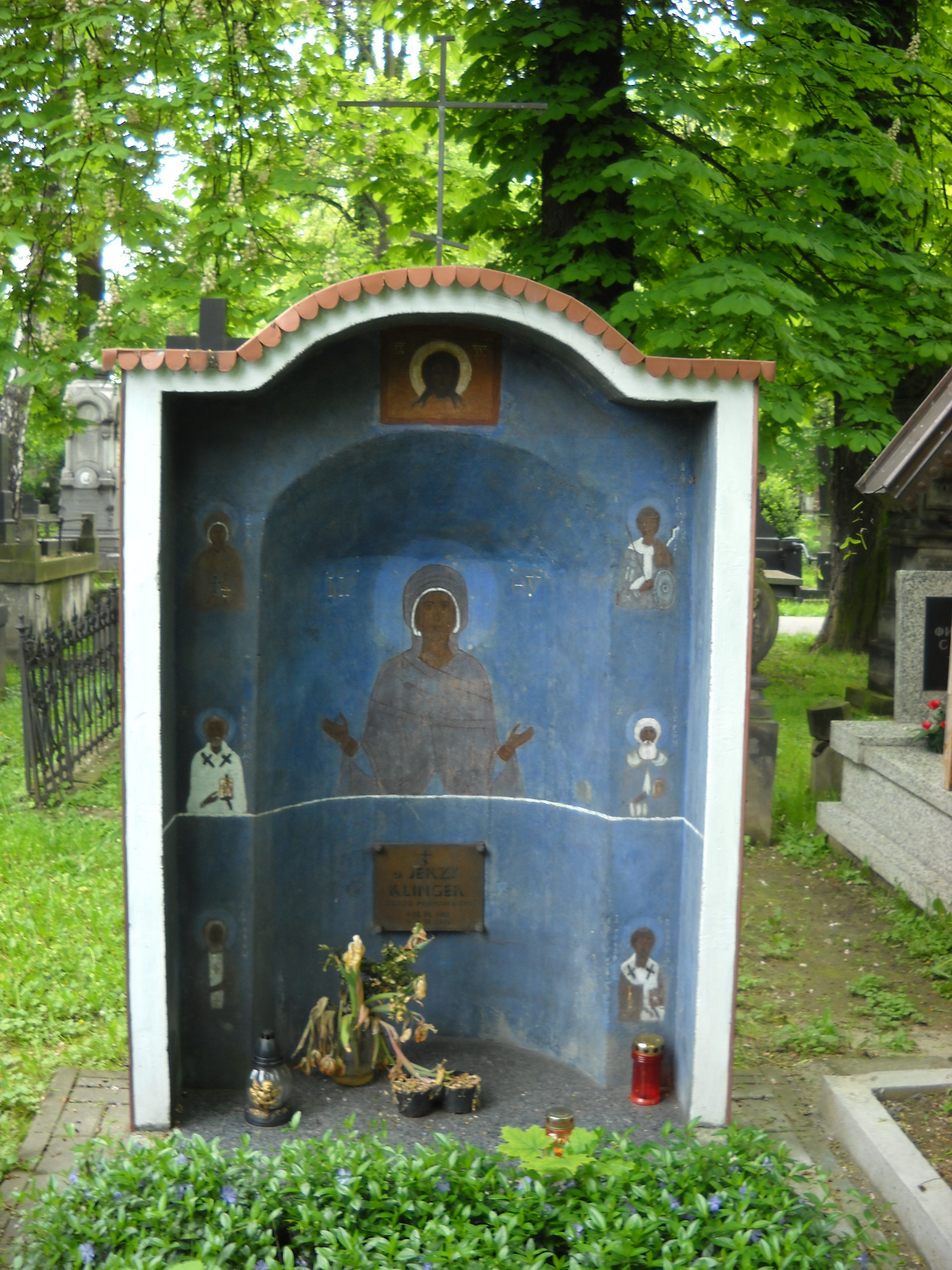
Grób ks. Jerzego Klingera na cmentarzu prawosławnym w Warszawie

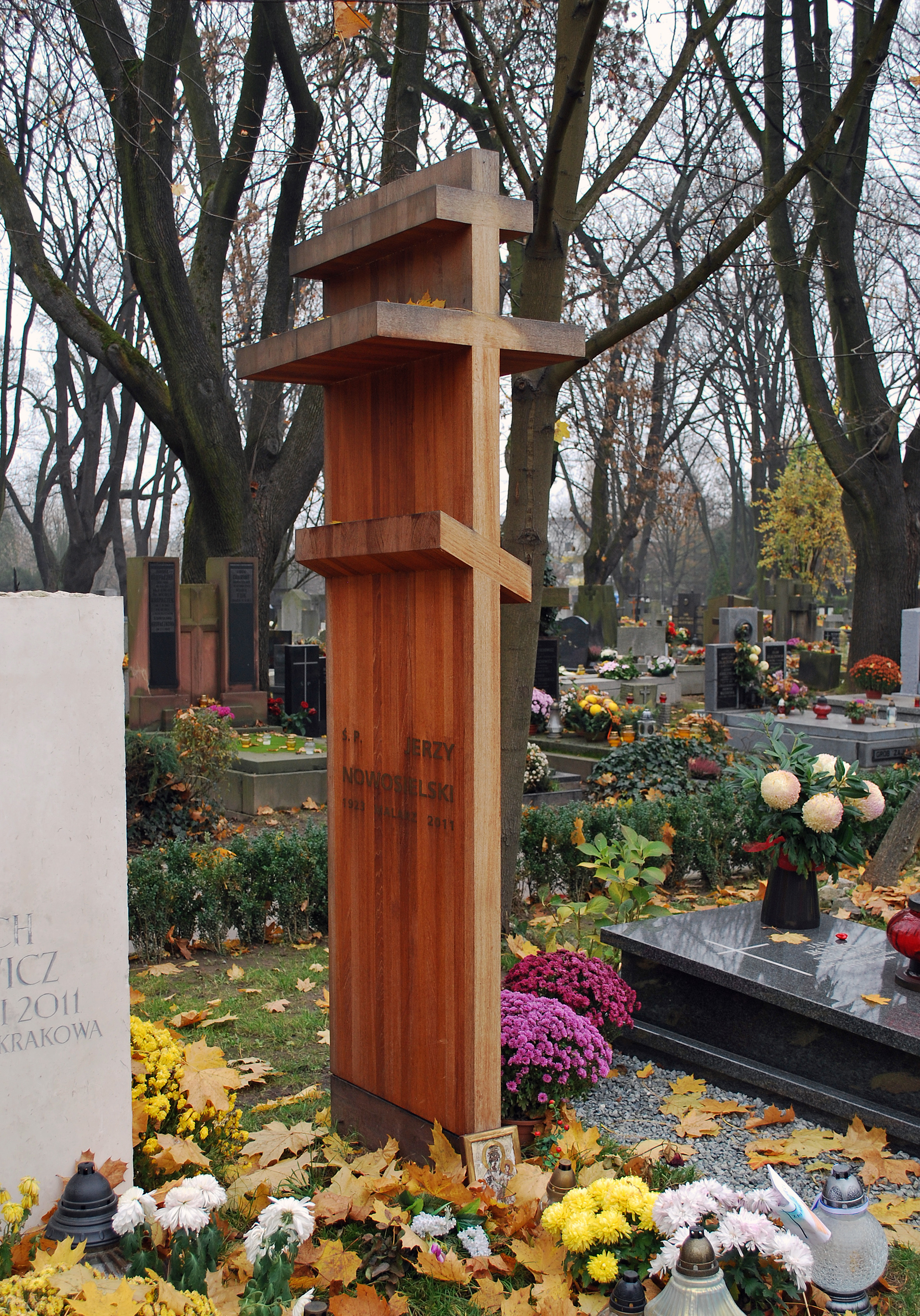
Grób Jerzego Nowosielskiego na cmentarzu Rakowickim w Krakowie

Jerzy Nowosielski (ur. 7 stycznia 1923 w Krakowie, zm. 21 lutego 2011 tamże) – polski malarz, rysownik, scenograf, filozof i teolog prawosławny. Uważany za jednego z najwybitniejszych współczesnych ikonopisarzy.

## Życiorys
Urodził się w Krakowie. Jego ojciec był Łemkiem obrządku greckokatolickiego i pochodził z Odrzechowej w powiecie sanockim, matka Anna Harnlender była Polką mającą niemieckie korzenie. Jej przodkowie przybyli do Polski w okresie tzw. kolonizacji józefińskiej.
W 1940 rozpoczął naukę w Staatliche Kunstgewerbeschule Krakau u profesora Stanisława Kamockiego. W latach 1942–1943 podczas nowicjatu studiował ikonopisarstwo w unickiej Ławrze Uniowskiej św. Jana Chrzciciela w Uniowie pod Lwowem. Po powrocie do Krakowa związany był z kręgiem przyszłej Grupy Krakowskiej. W latach 1945–1947 studiował na Akademii Sztuk Pięknych w Krakowie u profesora Eugeniusza Eibischa. Na I Wystawie Sztuki Nowoczesnej w Krakowie (1948) wystawił obrazy w stylu abstrakcji geometrycznej.
Na początku swej drogi artystycznej był asystentem Tadeusza Kantora i pozostawał pod wpływem Tadeusza Brzozowskiego. W okresie socrealizmu zajmował się sztuką sakralną oraz scenografią. W 1950 zamieszkał, wraz z żoną Zofią, w Łodzi przy ul. Narutowicza 113. Jego żona pracowała jako scenograf w Teatrze Lalek Arlekin, on natomiast jako kierownik artystyczny Państwowej Dyrekcji Teatrów Lalek. Był m.in. twórcą lalek i scenografii do spektaklu Miś Łazęga dla Teatru Pinokio w 1952. Tutaj również nawiązał bliski kontakt z Teresą Tyszkiewicz oraz Stanisławem Fijałkowskim. W 1957 został wykładowcą w Państwowej Wyższej Szkole Sztuk Plastycznych, gdzie początkowo uczył studentów w pracowni projektowania tkanin dekoracyjnych, a następnie w pracowni malarstwa. W tym samym czasie związał się z łódzką grupą artystyczną „Piąte Koło”. Okres łódzki widoczny jest na obrazach artysty, m.in. na serii obrazów zatytułowanych Pejzaż łódzki. Sam o starych łódzkich fabrykach mówił „łódzki gotyk”.
Swoją pierwszą wystawę miał w 1955, zaraz potem reprezentował Polskę na biennale w Wenecji (1956) i w São Paulo (1959). Łódź opuścił z żoną we wrześniu 1962, aby wrócić do Krakowa.
Od 1976 był profesorem Akademii Sztuk Pięknych w Krakowie oraz członkiem Polskiej Akademii Umiejętności, Grupy Młodych Plastyków oraz Grupy Krakowskiej.
W 1996 wspólnie z żoną Zofią założył Fundację Nowosielskich, której celem jest wspieranie wybitnych osiągnięć kultury polskiej poprzez przyznawanie stypendiów i dorocznych nagród.
Po nabożeństwie w cerkwi Zaśnięcia Najświętszej Maryi Panny 26 lutego 2011 został pochowany w obrządku prawosławnym w alei zasłużonych na cmentarzu Rakowickim w Krakowie (kwatera: LXIXPASB, rząd: 1, miejsce: 12). Jego nagrobek ma formę stylizowanego drewnianego krzyża prawosławnego.

## Twórczość
Od najmłodszych lat był zafascynowany liturgią wschodnią, w której został wychowany (najpierw jako grekokatolik, później prawosławny).
Pisał ikony głównie przedstawione w metafizycznych kompozycjach figuralnych i pejzażach; płasko malowane formy obwodził konturem. Tworzył monumentalne dekoracje ścienne, m.in. w kościele w Lourdes, kościele Ducha Świętego w Tychach, kościele Niepokalanego Poczęcia NMP na Azorach w Krakowie, dolnej cerkwi św. Jana Klimaka w Warszawie, cerkwi Narodzenia Najświętszej Maryi Panny w Gródku, cerkwi Narodzenia Najświętszej Maryi Panny w Kętrzynie, kościele Opatrzności Bożej w Warszawie (Wesołej), kościele Podwyższenia Krzyża Świętego na warszawskich Jelonkach oraz w cerkwi w Hajnówce. Za swoje prace w cerkwiach i kościołach często nie przyjmował wynagrodzenia tłumacząc, że otrzymuje przecież wynagrodzenie profesora ASP.
Ikonostasy oraz malowidła Jerzego Nowosielskiego zdobią m.in.: greckokatolicką katedrę św. Wincentego i św. Jakuba we Wrocławiu, cerkiew Podwyższenia Krzyża Świętego w Górowie Iławeckim, kaplicę w Domu Rekolekcyjnym w Warszawie (Wesołej), kaplicę w Metropolitalnym Seminarium Duchownym w Lublinie, w której modlą się alumni greckokatoliccy, oraz kaplicę klasztorną oo. Bazylianów w Węgorzewie. W Krakowie zaprojektował on i zrealizował kaplicę greckokatolicką świętych Borysa i Gleba w budynku Kapituły Metropolitalnej przy ul. Kanoniczej. Jest autorem malowideł na nagrobku ks. Jerzego Klingera na cmentarzu prawosławnym w Warszawie.
W Białym Borze stworzył niewielką cerkiew greckokatolicką, w której zaprojektował architekturę, wyposażenie wnętrza i wystrój malarski.
Ostatnią, nieukończoną pracą Jerzego Nowosielskiego jest krucyfiks w kościele św. Dominika na warszawskim Służewie.
Autor prac teoretycznych o ikonie i malarstwie, m.in.
- Wokół ikony. Rozmowy z Jerzym Nowosielskim (1985)
- Inność prawosławia (1991)

## Odznaczenia, tytuły, wyróżnienia
- Krzyż Wielki Orderu Odrodzenia Polski (7 stycznia 1998)[18]
- Krzyż Komandorski Orderu Odrodzenia Polski (1993)[19]
- Złoty Medal „Zasłużony Kulturze Gloria Artis” (2008)[20]
- Tytuł doctora honoris causa Uniwersytetu Jagiellońskiego (2000)
- Nagroda im. Jerzmanowskich (2010)[21]
- Nagroda Totus w kategorii „Osiągnięcia w dziedzinie kultury chrześcijańskiej” (2000)
- Nagroda Miasta Krakowa (1987, 1996)[22]
- Nagroda im. Jana Cybisa (1988)
- Nagroda Ministra Kultury i Sztuki I stopnia (22 lipca 1973)[23].
- Polska. Ikony architektury, wspólnie z Bogdanem Kotarbą za Cerkiew Narodzenia Przenajświętszej Bogarodzicy w Białym Borze (2006)[24]

## Upamiętnienie
W maju 2012 w Pałacu Prezydenckim w Warszawie otwarto Salę Jerzego Nowosielskiego, w której można było obejrzeć 10 dzieł artysty.
Uchwałą Sejmu RP IX kadencji z 22 lipca 2022 zdecydowano o ustanowieniu roku 2023 Rokiem Jerzego Nowosielskiego. Patronowi roku 2023 poświęcono wydanie specjalne „Kroniki Sejmowej”.

## Włamanie i kradzież zbiorów
Dwa dni po śmierci artysty policja ustaliła, że najprawdopodobniej między godzinami popołudniowymi 22 lutego 2011 a rannymi 23 lutego 2011 włamano się do mieszkania Nowosielskiego i skradziono dzieła malarskie. Skradzionych zostało 10 obrazów i ikon malarza, dwie ikony nieznanego autora, dwie reprodukcje nieznanego autora, dwa zegary, szereg pamiątek i 230 zł.
Rzecznik małopolskiej policji 5 marca 2011 r. ogłosił, iż odzyskano skradzione obrazy. W dniu 8 marca 2011 dzieła i przedmioty odzyskane po włamaniu zostały przekazane Fundacji Nowosielskich, której prezesem jest będący niegdyś wieloletnim przyjacielem i opiekunem malarza Andrzej Starmach.

## Zniszczenie polichromii w Olszynach
W Olszynach pod Wojniczem doszło w sierpniu–wrześniu 2015 do zniszczenia polichromii Nowosielskiego z lat 1956–1957 na ścianie ołtarzowej i sklepieniu kaplicy kościoła parafialnego. Na zlecenie proboszcza ks. Jakuba Rozuma polichromię całkowicie przemalował malarz amator z Żegociny. Dodano złocenia, a twarze postaci upodobniono do malarstwa jarmarcznego. Polichromia nie była wpisana do rejestru zabytków.
Stan pierwotny polichromii został przywrócony w 2017 po nakazie konserwatorskim.